# Mycoplasma hyopharyngis
Mycoplasma hyopharyngis è una specie di batterio appartenente alla famiglia delle Mycoplasmataceae.